# 亞爾斯蘭戰記×無雙
《亞爾斯蘭戰記×無雙》是光荣特库摩出品动作游戏，改编自小说《亞爾斯蘭戰記》的改编动画，2015年10月在日本PlayStation 3和PlayStation 4发售。中文版2015年12月发行，英文版于2016年2月发行。

## 游戏玩法
该游戏有一种名为「全面攻擊」的系统玩法，该玩法是玩家操控自己的军队发动总攻击。总攻击的效果将会随玩家选择的兵种而有所不同，例如骑兵可以穿越障碍物，弓兵可以攻击远方敌人等不同的效果。

## 背景设定与角色
该游戏讲述一个平凡的亡国王子「亚尔斯兰」，“战士中的战士” 达龙与 “擅长政治与智谋的隐士” 那尔撒斯等人的辅佐下，展开前往复国的冒险之路。

### 游戏角色
| 角色                    | 配音     | 备注 |
| ----------------------- | -------- | ---- |
| 亚尔斯兰（，Arslan）    | 小林裕介 |      |
| 达龙（，Daryun）        | 細谷佳正 |      |
| 那尔撒斯（，Narsus）    | 浪川大輔 |      |
| 耶拉姆（，Elam）        | 花江夏樹 |      |
| 奇夫（，Gieve）         | KENN     |      |
| 法兰吉丝（，Farangis）  | 坂本真绫 |      |
| 亚尔佛莉德（，Alfreed） | 沼倉愛美 |      |
| 奇斯瓦特（，Kishward）  | 安元洋貴 |      |
| 加斯旺德（，Jaswant）   | 羽多野渉 |      |
| 席尔梅斯（，Hilmes）    | 梶裕貴   |      |
| 查迪（，Zandeh）        | 森田成一 |      |
| 克巴多（，Kubard）      | 三宅健太 |      |
| 特斯（，Tus）           | 土田大   |      |
| 伊斯方（，Isfan）       | 小西克幸 |      |
| 萨拉邦特（，Zaravant）  | 小野友樹 |      |